# Sullivan Nunatak
Sullivan Nunatak är en nunatak i Antarktis. Den ligger i Östantarktis. Australien gör anspråk på området. Toppen på Sullivan Nunatak är 1 793 meter över havet.
Terrängen runt Sullivan Nunatak är platt åt sydost, men åt nordväst är den kuperad. Trakten är obefolkad. Det finns inga samhällen i närheten.